# 徐耕 (刘宋)
徐耕（?—?），晋陵郡延陵县（今江苏省丹阳市南）人，南朝宋政治人物。
宋文帝元嘉二十一年（444年），天大旱，百姓饥饿贫乏，他到达延陵县里陈述灾荒的严重情况，献谷千斛，助官府振贷。延陵县爲他上言朝廷，当时朝议以徐耕比成汉朝的卜式。宋文帝下诏书褒美，自令史任命他为平原令，作为酬报。宋孝武帝大明八年（464年），东土饥旱，东海郡严成、东莞郡王道盖各以自己的谷米五百馀斛协助官官振恤。